# Calle Comercio
La calle Comercio es una importante vía de la ciudad de La Paz en Bolivia, es parte del trazado inicial de la ciudad en 1548 a poco tiempo de su fundación, es parte del trazado hipodámico que caracteriza el centro tradicional de esta ciudad.

## Características
La calle Comercio es parte del llamado Casco Urbano Central de la ciudad de La Paz, la calle discurre a partir de la Avenida Ismael Montes y termina en la calle Buenaventura Bueno.
posee tres cuadras de circulación exclusivamente peatonal.

## Hitos urbanos
Siendo parte del primer trazado urbano realizado en La Paz, la calle tiene una gran importancia histórica y es hasta hoy un aparte muy importante del sistema vial de la ciudad.
Su importancia en el trazado urbano de la ciudad se mantiene a pesar del transcurso de los siglos ya que en ella se encuentran los principales edificios de gestión de la ciudad.
La Plaza Murillo, donde se encuentra el Palacio quemado y la casa grande del pueblo, es uno de los elementos urbanos más importantes que se conectan a través de esta vía.
La cancillería, el Museo nacional de Arte, la Gobernación de La Paz, tienen su edificaciones en esta calle.

### Patrimonio
La calle alberga 22 edificaciones que conforman un conjunto patrimonial designado por el Gobierno Municipal de La Paz mediante Ley Municipal 99, cada edificación tiene diferentes niveles de catalogación de acuerdo a la normativa local concerniente a edificios patrimoniales.